# لوئیس آلبرتو اسپینتا
لوئیس آلبرتو اسپینتا (به اسپانیایی: Luis Alberto Spinetta؛ ۲۳ ژانویه ۱۹۵۰ – ۸ فوریه ۲۰۱۲)، با نام مستعار «ال فلاکو» (El Flaco در اسپانیایی به معنی «لاغر» [منفرد])، خواننده، گیتاریست، آهنگساز و شاعر اهل آرژانتین بود. وی یکی از تأثیرگذارترین موسیقیدان‌های راک در آرژانتین بود و به عنوان یکی از بنیانگذاران راک آرژانتینی شناخته می‌شود که نخستین تجسم راک به زبان اسپانیایی محسوب می‌شود. او متولد بوئنوس آیرس در محله مسکونی بلگرانو است.